# Бондаржевская-Барановская, Фекла
Те́кла (в старых русских источниках Фекла или, иногда, Текля) Бондарже́вская-Барано́вская (урождённая Бондаржевская, пол. Tekla Bądarzewska-Baranowska; предположительно 1829, Млава, ныне Мазовецкое воеводство — 29 сентября 1861, Варшава) — польский композитор.

## Биография
Выросла в Варшаве, где её отец служил полицейским инспектором. В 1852 году вышла замуж за Яна Барановского, служившего при канцелярии генерал-интенданта. У супругов Барановских родились три дочери.
Считается, что Бондаржевская не получила систематического образования, в том числе музыкального.

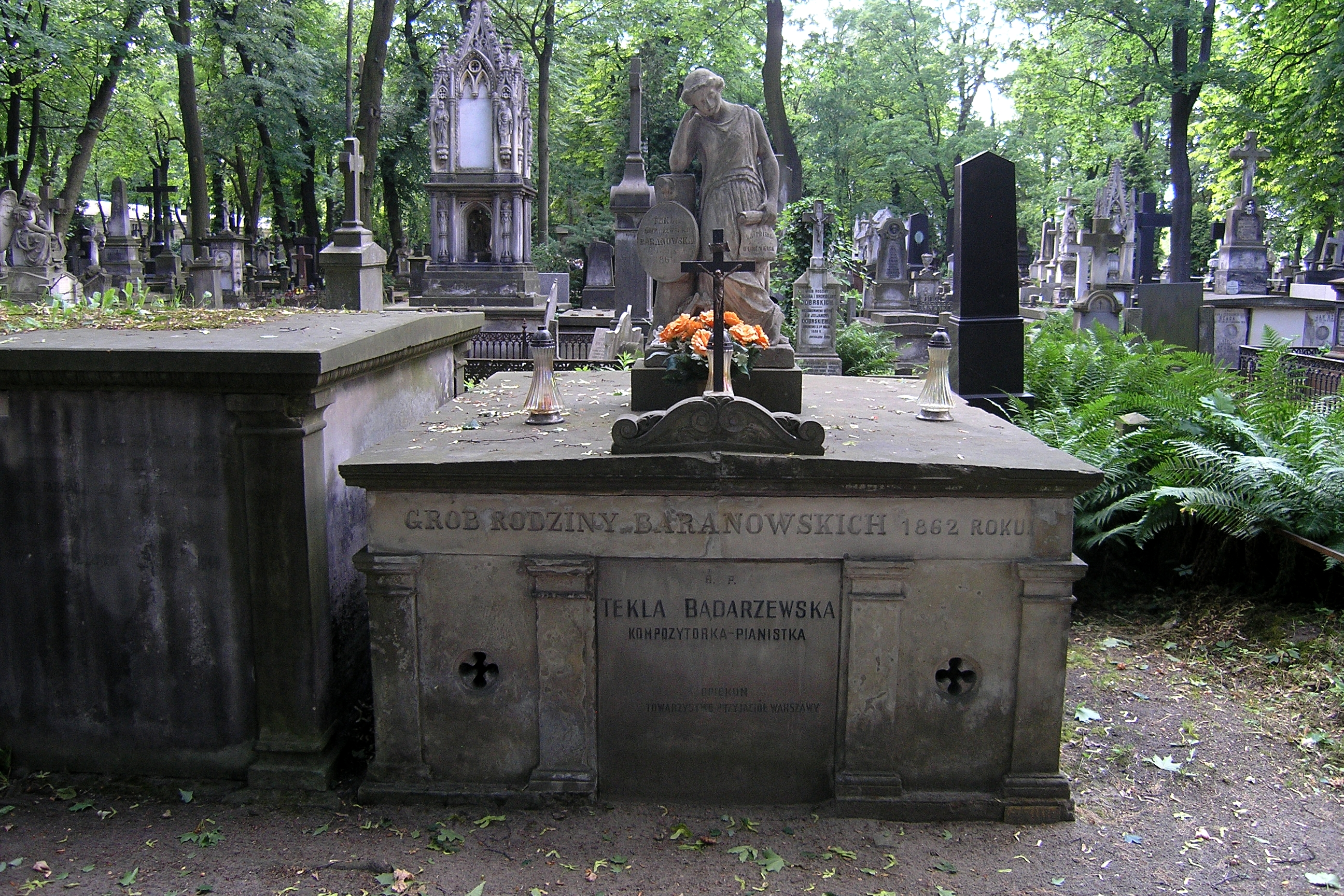
Могила Бондаржевской-Барановской

Похоронена на кладбище Повонзки. На могиле Бондаржевской-Барановской установлена аллегорическая женская фигура с нотным листом в руке, на котором выбито название её самого популярного произведения — «Молитва девы».

## Творчество
На протяжении жизни Бондаржевская-Барановская опубликовала около 35 фортепианных пьес, предназначенных для исполнения музыкантами-любителями. Первая её сохранившаяся композиция, Вальс для фортепиано, была напечатана в 1843 году варшавским издателем Францем Шписсом с посвящением Анне Мацкевич, жене люблинского губернатора Станислава Мацкевича.
В 1851 году была написана и напечатана в Варшаве «Молитва девы» (пол. Modlitwa dziewicy, фр. La prière d'une vierge) — произведение, которое принесло Бондаржевской мировую славу. В дальнейшем, на волне этого успеха, она сочинила и опубликовала ряд других произведений, в том числе «Воспоминания о родном доме» (пол. Wspomnienie rodzinnej chatki), «Лесное эхо утром» (пол. Leśne echo o poranku), «Под плакучей ивой» (пол. Pod wierzbą płaczącą), «Песнь соловья» (пол. Śpiew słowika), «Ворон и ворона» (пол. Kruk i wrona), «Вейте, ветры, нежнее» (пол. Wiejcie łagodniej wichry), «Плывущие облака» (пол. Płynące obłoki) и т. д.
В 1860-е гг. в разных европейских странах был напечатан ряд других пьес под именем Теклы Бондаржевской, действительная принадлежность которых уже тогда была поставлена под сомнение.

## «Молитва девы»
Пьеса «Молитва девы» на протяжении 1850-х гг. пользовалась значительным успехом в Варшаве и постоянно переиздавалась, достигнув крупного по варшавским меркам суммарного тиража в 900 экземпляров. Однако настоящей славой она была обязана парижской публикации 1858 года, которая, как утверждается, стала возможна благодаря протекции маркизы Паива, также пригласившей польку в свой салон. Парижское издание вышло как приложение к популярной музыкальной газете Revue et gazette musicale de Paris (номер за 26 сентября).
В дальнейшем «Молитва девы» переиздавалась по всему миру, современное исследование насчитывает более 550 изданий. Как сообщает «Энциклопедический словарь Брокгауза и Ефрона», эту пьесу «в продолжение очень долгого времени играли без исключения все, хоть сколько-нибудь знающие ноты». Этот успех вызвал серию нелестных отзывов из профессиональной музыкальной среды: так, Русский биографический словарь А. А. Половцова отмечал в 1900 году, что
|  | „La prière d’une vièrge“ выпал неожиданный успех не только в России, но и за границей, хотя и эта пьеса, написанная, как и вся музыка Барановской, в сентиментально-мечтательном тоне, не обладает сколько-нибудь выдающимися достоинствами. |

В то же время Ежи Вальдорф писал в 1964 году:
|  | Эта молитва в истории лёгкой музыки, вероятно, была первым примером шлягера, который распространился по всему миру и был модным в течение добрых двадцати лет. С тех пор прошло сто лет, а ни один польский хит так и не достиг хотя бы близкой популярности (!). |

В защиту пьесы американский музыковед польского происхождения Майя Трохимчик отмечает:
|  | Если все французские, немецкие, английские, итальянские, американские и даже австралийские будущие невесты продолжали впечатлять своих домашних этой композицией, её музыку невозможно расценивать как совершенно незначительную. Однако её значение не основывается на идеях новаторства или сложности – оно вытекает из воплощения в звуке социальных и эстетических идеалов семей среднего класса, стремившихся к домашнему уюту, набожности, образованию, истовому труду и личному развитию. |

«Молитва девы» подвергалась многочисленным аранжировкам и переработкам. Эдмон Мисса написал на её основе свою Ave Maria для голоса с сопровождением. Французский текст на музыку пьесы написал Леон Дюроше (музыкальная аранжировка Гюстава Гублье), переложение для скрипки выполнил Огюст Зурфлю. В 1930 году Курт Вайль пародийным образом использовал пьесу в своей опере «Расцвет и падение города Махагони».
Из профессиональных пианистов «Молитву девы» исполнял и записывал Ланг Ланг.

## Память
В 1991 году именем Бондаржевской был назван кратер на Венере. Утверждается также, что именно по пьесе Бондаржевской получил своё название алкогольный коктейль «Молитва девы».
В 2007 году в Японии усилиями продюсера Юкихисы Мияямы, унаследовавшего любовь к «Молитве девы» от своей матери, пианистки-любительницы, был записан первый альбом с композициями Бондаржевской-Барановской, получивший название «Исполненная молитва девы».
В 2012 году благодаря усилиям Общества друзей Варшавы был записан первый польский компакт-диск с музыкой Барановской.
30 мая 2012 года в Млаве, родном городе композитора, было создано Общество любителей её творчества, нацеленное на пропаганду её сочинений.